# سمكة الدائرية المرقطة

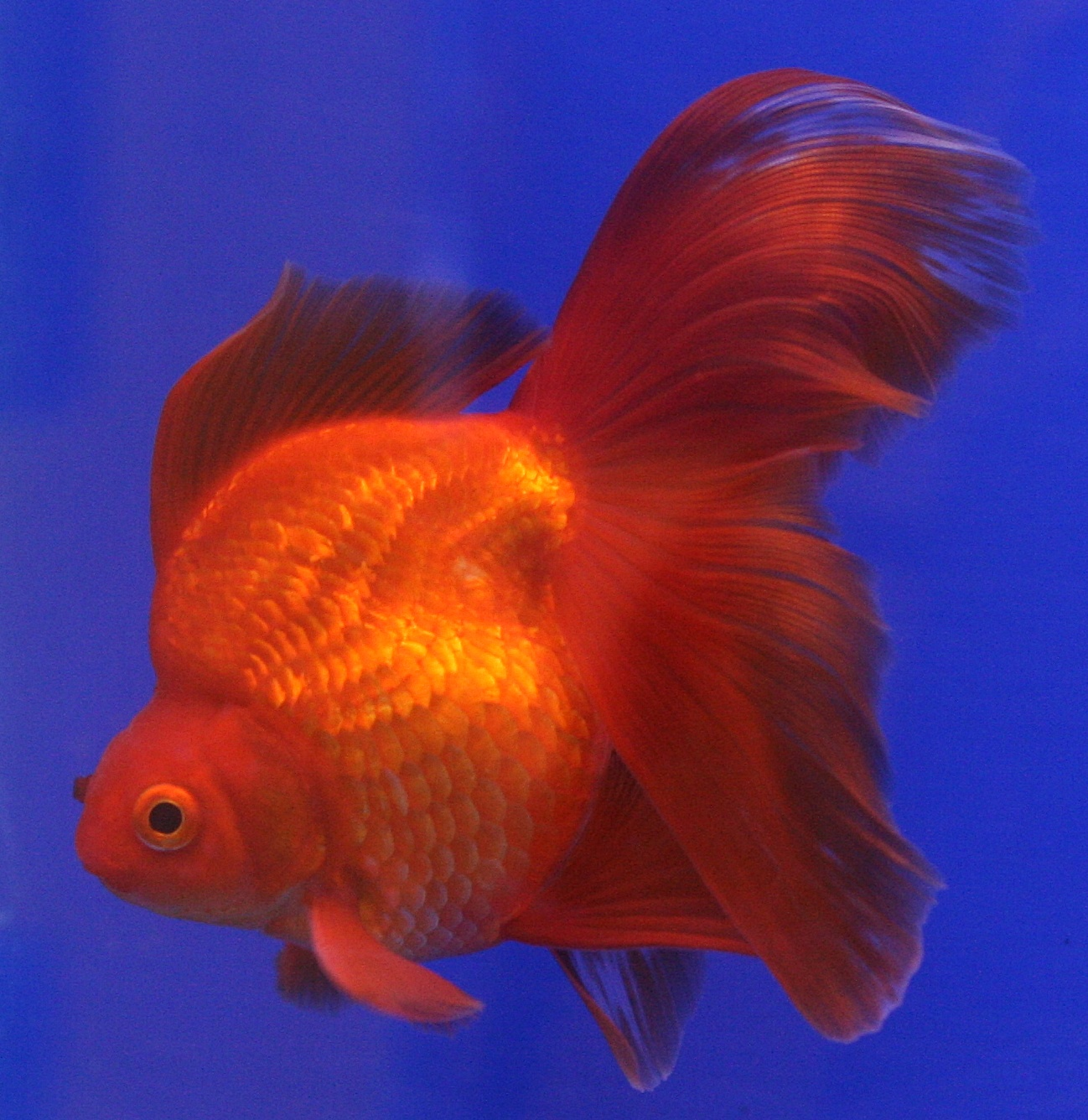
سمكة الدائرية المرقطة

سمكة الدائرية المرقطة (بالإنجليزية: Ryukin)‏ وهي سمكة جميلة الشكل وبجسم مستدير مزخرف بالألوان، هذه السمكة هي نسخة يابانية مع ظهر مقوس أو منحني إلى حد كبير وزعنفة ذيل أكبر من الفانتيل. وهي من الأنواع سهلة التربية وتتميز بمقدرتها على تحمل درجات الحرارة المنخفضة لذا فهي من الأسماك المفضلة للمبتدئين.
من أحد أنواع سمك الجولد فيش المناسبة للتربية في البرك الخارجية مع سمك الفانتيل Fantail و الشبنكن Shubunkin و البلاك مور Black Moor حيث مقدرتهم على تحمل درجات الحرارة الباردة.